# Парламентские выборы во Франции (1881)
Парламентские выборы во Франции 1881 года были 3-ми парламентскими выборами Третьей республики и проходили 21 августа (первый тур) и 4 сентября (второй тур). Выборы проходили при сильном противостоянии республиканца Леона Гамбетта и радикала Жоржа Клемансо. В целом правые силы значительно уступили и левое большинство составило 457 из 545 мест.

## Результаты
| Партия                                      | Места |
| ------------------------------------------- | ----- |
| Крайне левые                                | 46    |
| Радикалы                                    | 204   |
| Левые республиканцы (сторонники Жюля Ферри) | 168   |
| Левые центристы                             | 39    |
| Роялисты                                    | 42    |
| Бонапартисты                                | 46    |
| Всего                                       | 545   |

## Внешние ссылки
- Парламентские выборы 1881 года